# 국경의 왕
"국경의 왕"은 2019년에 개봉한 대한민국의 영화이다.

## 캐스팅
- 조현철 : 동철 역
- 김새벽 : 유진 역
- 정혁기
- 이유진
- 박진수
- 임철
- 임정환
- 박상용